# Takume
Takume és un atol de les Tuamotu, a la Polinèsia Francesa. Administrativament depèn de la comuna de Makemo. Està situat a 8 km al nord-oest de Raroia.

## Geografia
És un atol de forma allargada amb 20 km de llarg i amb una superfície emergida de 5 km². Disposa d'un pas navegable a l'interior de la llacuna.
La vila principal és Ohomo, amb una població al voltant de 100 habitants inclosos en la comuna de Makemo. Disposa d'un aeròdrom.

## Història
Va ser descobert, el 1820, per Fabian von Bellingshausen que el va anomenar Volkonski.